# Who Owns My Heart
«Who Owns My Heart» —en español: «Quién posee mi corazón»— es una canción pop de la artista estadounidense Miley Cyrus, publicada el 22 de octubre de 2010 como el segundo sencillo de su tercer álbum de estudio Can't Be Tamed en algunos países europeos, bajo la compañía discográfica Hollywood Records. Miley Cyrus, Antonina Armato, Tim James y Devrim Karaoglu la compusieron, mientras que Armato y James la produjo. La mayoría de los críticos dijeron que era una de las mejores canciones de Can't Be Tamed. Su pico más alto internacionalmente fue logrando en Bélgica en la lista Ultratop 50 en el puesto #2, por sus grandes ventas y descargas en este país. Además logró la posición más alta en iTunes charts en Australia ocupando el puesto #14. La canción fue promovida a través de varias presentaciones en vivo en Europa. La canción fue también un número de cierre de la gira Gypsy Heart Tour de 2011.

## Antecedentes

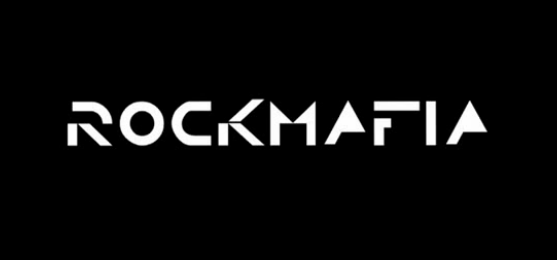
Rock Mafia, principal productor de la canción.

La canción fue escrita por Cyrus en colaboración con Antonina Armato, Tim James y Devrim Karaoglu y producida por Rock Mafia, la cual produjo casi todas las canciones del álbum. Al principio, Hollywood Records quería como segundo sencillo a Liberty Walk y Cyrus quería lanzar su cover de Poison, Every Rose Has Its Thorn, pero finalmente se escogió a «Who Owns My Heart» como segundo sencillo. Cyrus describió esta canción como una «dance total» con un concepto fresco. 
«Who Owns My Heart» fue escrita acerca de los sentimientos que se pueden llegar a tener en el ambiente de una pista de baile. Cyrus quiso representar la escena del club muy sexy, ella creía debería estar compuesto principalmente por la música y la iluminación intensa. Cyrus declaró: «Si estás fuera, bailando en un club, la forma en que el ambiente general es de [...] ¿Usted realmente desea bailar con la persona que está bailando o sólo es el ambiente general de lo que está pasando?». La canción fue lanzada el 22 de octubre de 2010 en Australia, como un sencillo CD y fue lanzado en Europa el 26 de octubre de 2010 como un sencillo digital.

## Composición
«Who Owns My Heart» es una canción dance-pop con una duración de tres minutos y treinta y cuatro segundos. Cuenta con elementos de R&B y pop y, según Michael Menachem de Billboard, contiene pequeñas influencias del reggae. Se encuentra en un compás de 4/4 y tiene un tempo común de ciento treinta y seis pulsaciones por minuto. Se trata de un número uptempo, y sobre todo tiene un ritmo dance-electronic que se inspira en la música 1980. Está escrito en la tonalidad de la#menor y a voz de Cyrus abarca dos octavas, de sol#menor a do#menor. «Who Owns My Heart» es pesado en sintetizadores «disco de goma y burbujeante». 
Líricamente, «Who Owns My Heart» está escrita en primera persona, acerca de la emoción de conocer a un potencial interés amoroso en la pista de baile. En los versos, ella detalla la emoción que se siente en el escenario, comparándolos con tsunamis y rodeos. Alexis Petridis de The Guardian comentó: «Los mejores tonos de la canción están en las preguntas: Who Owns My Heart? y Is it love or is it art?».

## Recepción
«Who Owns My Heart» recibió críticas generalmente positivas. Alexis Petridis, de la revista United Kingdom Magazine sentía que la canción era semejante a Lady Gaga. Mikael Wood, de Billboard comparó a Who Owns My Heart con algunas canciones de The Black Eyed Peas.
Nick Levine de Digital Spy dijo: «"Who Owns My Heart" es una mezcla de Lady Gaga y Kesha». Sin embargo, dijo que las referencias líricas eran un recordatorio de gran tamaño que tiene Miley en su voz durante la interpretación de la canción. La página Prodigy comentó: «"Who Owns My Heart" es una de las mejores canciones del disco Can't Be Tamed ya que suena arriesgada y desafiante, y va por completo con el nuevo look post adolescente de Cyrus». Robert Copsey de Digital Spy comentó: «Escuchando su último esfuerzo, algunas de las razones posibles para su tardanza sea evidente. "I'm dancing on the floor with you / And when you touch my hand I go crazy," se admite que [...] se remontan a la todavía formidable «See You Again». Si se trata de los niños y las partes que tienen la culpa, entonces de mala gana se lo perdonaré en esta ocasión [...]».
El video fue fuertemente criticado por las asociaciones estadounidenses de padres en las que destaca Parents Television Council, por la gran descarga sexual que tiene este videoclip. La revista Rolling Stone censuró el video musical de «Who Owns My Heart» por su fuerte descarga sexual, también censuró a otros artistas como Rihanna por S&M, Lady Gaga por Alejandro y a Enrique Iglesias por Tonight (I'm Lovin' You), entre otros. Rolling Stone comentó: «El paso de niña a mujer de la pobre Miley no está siendo muy bien visto en Estados Unidos. Pero ni ella tiene la culpa ni hay vuelta atrás. Aquí, uno de sus vídeos, Who owns my heart, que ha escandalizado a los padres de las niñas que veían Hannah Montana».

## Vídeo musical

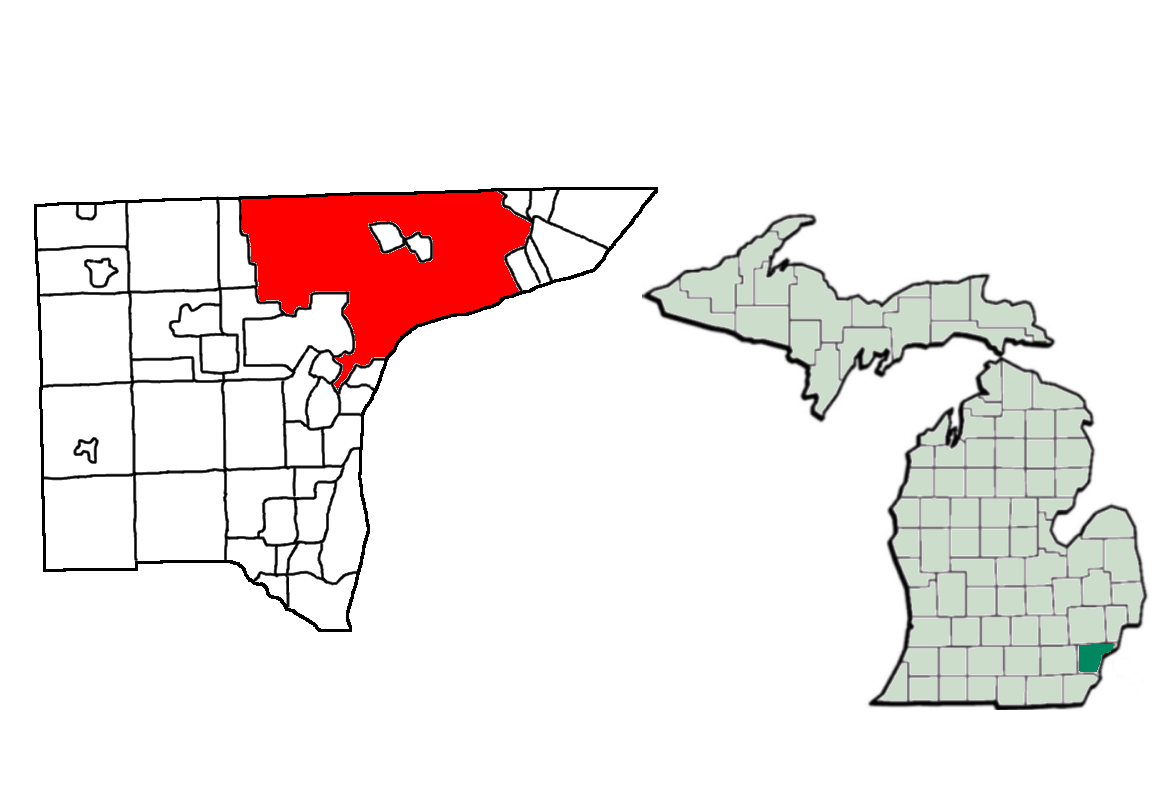
El video musical fue grabado en Detroit, Míchigan el 6 y 7 de agosto de 2010.

El video fue estrenado el 20 de noviembre de 2010 en el canal VEVO de Miley Cyrus.

El video musical de «Who Owns My Heart» fue dirigido por Robert Hales, que anteriormente dirigió el vídeo de «Can't Be Tamed», se filmó el 6 y 7 de agosto del 2010 en Detroit, Míchigan en la mansión Meadow Brook Hall. El vídeo comienza con Cyrus dormida, con los ojos vendados en un colchón dentro de una habitación. Ella despierta y se retuerce en el colchón. A continuación, Cyrus camina hacia un cuarto de baño, su atuendo se compone de una camiseta blanca, pantalón blanco, un abrigo de pelo de red, tubos, y joyería de metales pesados. Si bien en las escenas de baño, Cyrus canta mientras se sienta en el borde de la bañera y se prepara para la próxima fiesta. Con la llegada de los estribillos de la canción, Cyrus parece retorcerse en el asiento trasero de una limusina, vestidos halter en oro de corte bajo, una chaqueta de color negro con hombreras y pelo largo. Una vez que llega a la fiesta, se es vista por primera vez bailando encima de una mesa grande de madera. En la continuación del vídeo, baila con varias personas en la pista de baile. El vídeo concluye con Cyrus de vuelta en su dormitorio, una vez más y despierta, donde finaliza el vídeo musical.
En este video Cyrus destaca su aspecto más provocativo.
Miley Cyrus ha sido criticada por asociaciones estadounidenses de padres y hasta por sus propios padres por la gran descarga sensual que tiene este nuevo videoclip.
El video fue lanzado digitalmente en iTunes el 25 de octubre del 2010.

El video musical fue censurado por la revista Rolling Stone.

El video de «Who Owns My Heart» se estrenó en MSN España el 8 de octubre de 2010. Jocelyn Vena de MTV News, dijo: «Llega un momento en la carrera de cada princesa del pop cuando se debe lanzar una fiesta de baile sexy y proclamar su condición de mujer. En el año 2001 Britney Spears lo hizo en su video "I'm a Slave 4 U", y esta semana, Miley Cyrus está haciendo lo mismo en el video "Who Owns My Heart"».
Megan Vick de Billboard pensó que el vídeo siguió los mismos pasos que el video de «Can't Be Tamed» - iluminación oscura, un montón de desnudos de Cyrus y además retorciéndose en superficies planas. Vick recuerda a Amy Winehouse con su video «Rehab» al ver la escena del baño y ver el final como un alivio.
Tim Winter, presidente de la Parents Television Council (PTC), criticó el video por los elementos sexuales. Winter continuó, «Es lamentable que ella participe en un vídeo sexualizado como éste. Se envía mensajes a su grupo de fans que son diametralmente opuestos a todo lo que ha hecho hasta este punto. Miley construyó su fama y la fortuna del todo sobre las espaldas de las niñas, y nos entristece que ella parece tan deseosa de distanciarse de esa base de fans tan rápidamente».
El video fue certificado en 2014 y actualmente cuenta con más de 122 millones de visitas en el canal VEVO de YouTube de Miley Cyrus.

## Interpretaciones en directo

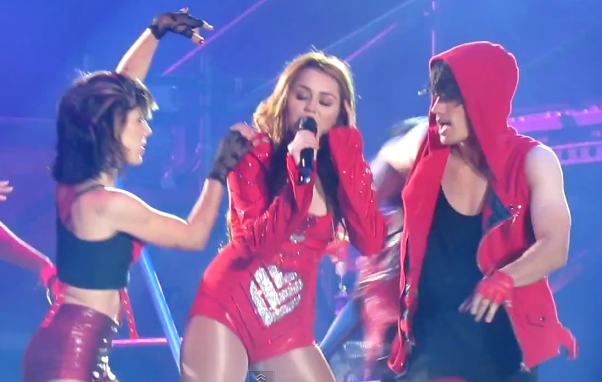
Miley Cyrus interpretando «Who Owns My Heart» en el Gypsy Heart Tour

La canción ha sido interpretada en diferentes ocasiones aunque la puesta en escena no varía mucho:
- House of Blues (2010): Interpretó en Los Ángeles, California, el cual fue transmitido a través de más de treinta sitios web, propiedad de MTV Networks. Usó un vestido con un recorte de malla y un pantalón negro de cuero, Cyrus en solitario recorrió todo el escenario para interpretar la canción.

- Wetten, dass… (2010): Cyrus cantó esta canción cuando fue la invitada especial en Alemania. Deslumbró en el escenario del show de la cadena ZDF TV en Hannover cantando con un atuendo muy sexy y semitransparente. Esta interpretación comienza de una manera diferente a otras presentaciones.[9]

- MTV Europe Music Awards (2010): En los premios en Madrid, España, donde estaba nominada a 2 categorías. Miley apareció con un leotardo blanco con malla y botas cortas junto a un cuerpo de bailarines en donde los vestuarios hacían alusión a una boda. «La cantante demostró que no quiere ser más una chica de Disney y remeció el escenario con una actuación sensual y enérgica» eso fue lo que dijeron distintos medios de comunicación internacionales.[10]

- Gypsy Heart Tour (2011): Fue el tema de cierre aun cuando se creía que era «The Climb», en esta presentación vestida de un leotardo rojo con un diseño de corazón destacó por una leve risa cuando terminaba de deletrear «R-O-C-K MAFIA» además de ser casi idéntica a la de los MTV terminando con un solo de guitarra mientras se despedía y en la pantalla mostraban un corazón con chispas.

- iHeartRadio Music Festival (2020): Luego de nueve años sin interpretarla en vivo, Cyrus la incluyó en el repertorio del iHeartRadio Music Festival de 2020 para el cual grabó un nuevo video recreando la escena en la cama del video original lanzado en 2010.

## Controversias

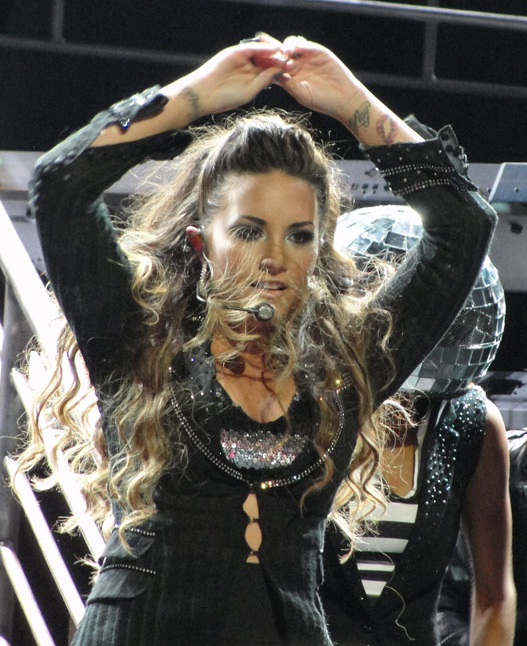
Demi Lovato, una de las artistas que expresó su apoyo incondicional hacia Miley ante las críticas por la canción.

Después de la publicación del vídeo «Who Owns My Heart» generó gran controversia en medios de comunicación por la forma de bailar de la cantante y sobre todo por la poca ropa con la que sale. En una declaración obtenida por TMZ.com, "Parents Television Council", una asociación que vela por los contenidos infantiles que se trasmiten en televisión, criticó a Cyrus por enviar un "mensaje equivocado en su sexualizado nuevo video".

«Es lamentable que  participe en un vídeo sexualizado como éste. Envía mensajes equívocos a sus fans que son diametralmente opuestos a todo lo que ha hecho hasta ahora».
 Tim Winter de Parents Television Council

Además criticó la forma en que se deshizo de su antigua imagen infantil.

«Miley construyó su fama y fortuna sobre las espaldas de las niñas, y nos entristece que parezca tan deseosa de distanciarse de sus fans tan rápidamente».
 Tim Winter de Parents Television Council

Después que la prensa castigara a Miley Cyrus severamente por el video de «Who Owns My Heart», la artista y excompañera de Disney, Demi Lovato la defendió diciendo: 

«Es mi mejor amiga, así que mejor tengan más cuidado. Creo que se ve espectacular y voy a defenderla 100% por el resto de mi vida».
 Demi Lovato

## Formatos y lista de canciones
| Europa - Descarga digital |                                     |          |  |
| N.º                       | Título                              | Duración |  |
| 1.                        | «Who Owns My Heart» (Album version) | 3:34     |  |
| 2.                        | «Who Owns My Heart» (Music video)   | 3:40     |  |

| - Sencillo en CD/Descarga digital |                                     |          |  |
| N.º                               | Título                              | Duración |  |
| 1.                                | «Who Owns My Heart» (Album version) | 3:14     |  |

| - EP digital |                                           |          |  |
| N.º          | Título                                    | Duración |  |
| 1.           | «Who Owns My Heart» (Album version)       | 3:34     |  |
| 2.           | «Who Owns My Heart» (The Alias Remix)     | 5:58     |  |
| 3.           | «Who Owns My Heart» (The Alias Radio Mix) | 3:54     |  |

| - Sencillo en CD/Descarga digital |                                        |          |  |
| N.º                               | Título                                 | Duración |  |
| 1.                                | «Who Owns My Heart» (Album version)    | 3:34     |  |
| 2.                                | «Forgiveness and Love» (Album version) | 3:28     |  |

| Japón - Plastic Hearts edición japonesa (bonus track) |                                                     |          |  |
| N.º                                                   | Título                                              | Duración |  |
| 16.                                                   | «Who Owns My Heart» (Live from the iHeart Festival) |          |  |

## Listas

### Semanales
| País           | Lista                           | Mejor posición |      |
| 2010           | 2010                            | 2010           | 2010 |
| -------------- | ------------------------------- | -------------- | ---- |
| Alemania       | Top 100                         | 24             |      |
| Austria        | Top 75                          | 35             |      |
| Bélgica        | Ultratop 50                     | 2              |      |
| Eslovaquia     | Radio Top 100                   | 24             |      |
| Europa         | European Hot 100                | 76             |      |
| Rumania        | TV Internacional Top 10         | 5              |      |
| Hungría        | Hungarian Airplay Singles Chart | 20             |      |
| Rusia          | Russian Music Charts            | 17             |      |
| Portugal       | Portugal Singles Top 50         | 43             |      |
| Bulgaria       | Bulgaria Singles Top 40         | 34             |      |
| 2011           |                                 |                |      |
| Latinoamérica  | MTV Tu Top 10                   | 8              |      |
| México         | Top 20 Remix                    | 12             |      |
| 2013           |                                 |                |      |
| Estados Unidos | Streaming Songs                 | 47             |      |

## Certificaciones
| País (Organismo certificador) | Certificaciones | Ventas certificadas | Ref.   |
| ----------------------------- | --------------- | ------------------- | ------ |
| Australia (ARIA)              | Oro             | 35 000              | [ 29 ] |
| Estados Unidos (RIAA)         | Oro             | 500 000             | [ 30 ] |

## Historial de lanzamientos
| País           | Fecha                 | Formato          | Discográfica      | Ref. |
| -------------- | --------------------- | ---------------- | ----------------- | ---- |
| Europa         | 22 de octubre de 2010 | Descarga digital | Hollywood Records |      |
| Europa         | 22 de octubre de 2010 | Promo CD         | Hollywood Records |      |
| Estados Unidos | 26 de octubre de 2010 | Descarga digital | Hollywood Records |      |
| Estados Unidos | 26 de octubre de 2010 | Sencillo en CD   | Hollywood Records |      |

## Premios y nominaciones
«Who Owns My Heart» fue nominado en distintas ceremonias de premiación. A continuación, una lista con algunas de las candidaturas que obtuvo la canción:
| Año  | Premiación             | Categoría                      | Resultado | Ref-   |
| ---- | ---------------------- | ------------------------------ | --------- | ------ |
| 2011 | EV Gerard Music Awards | Mejor Video Adolescente        | Ganadora  | [ 31 ] |
| 2011 | MTV Fans Music Awards  | Mejor Video Femenino           | Nominada  | [ 32 ] |
| 2014 | VEVO Certified         | 100 millones de reproducciones | Ganadora  | [ 33 ] |